# 色彩のブルース
『色彩のブルース』（しきさいのブルース）は、EGO-WRAPPIN'の3枚目のミニアルバム。2000年9月2日発売。発売元はRD RECORDS。

## 概要
インディーズとしては最後のアルバム。表題曲「色彩のブルース」はFM局の曲目問い合わせ件数や外資系レコード店のインディーズ・チャートで1位を獲得するなど世間の注目を集めてインディーズとしては異例のロングヒットを記録、EGO-WRAPPIN'の名が全国区で知られるきっかけとなった。

## 収録曲
| 全作詞: 中納良恵、全作曲: 中納良恵、森雅樹、全編曲: EGO-WRAPPIN'。 |                        |          |                  |
| #                                                                  | タイトル               | 作詞     | 作曲・編曲       |
| 1.                                                                 | 「NERVOUS BREAK DOWN」 | 中納良恵 | 中納良恵、森雅樹 |
| 2.                                                                 | 「GIGOLO」             | 中納良恵 | 中納良恵、森雅樹 |
| 3.                                                                 | 「色彩のブルース」     | 中納良恵 | 中納良恵、森雅樹 |
| 4.                                                                 | 「FLOWERS」            | 中納良恵 | 中納良恵、森雅樹 |
| 5.                                                                 | 「タバコ」             | 中納良恵 | 中納良恵、森雅樹 |